# TFF 1. Lig 2011/12
Die TFF 1. Lig 2011/12 war die 49. Spielzeit der zweithöchsten türkischen Spielklasse im Fußball der Männer. Sie begann am 9. September 2011 und endete am 13. Mai 2012 mit dem 34. Spieltag. Am 27. Mai 2012 endet die Saison 2011/12 mit den Play-off-Spielen zwischen dem Dritt- bis Sechstplatzierten.

## Teilnehmer
Zu Saisonbeginn waren zu den, von der vorherigen Saison verbleibenden zwölf Mannschaften, die drei Absteiger aus der erstklassigen Süper Lig Bucaspor, Konyaspor, Kasımpaşa Istanbul und die drei Aufsteiger aus der drittklassigen TFF 2. Lig Elazığspor, Göztepe Izmir, Sakaryaspor hinzugekommen.
Der Erstligaabsteiger Kasımpaşa SK kehrte damit nach zweijähriger Erstligazugehörigkeit wieder in die 1. Lig zurück, wohingegen Konyaspor nach siebenjähriger und Bucaspor bereits nach einjähriger Erstligazugehörigkeit wieder an der zweithöchsten türkischen Spielklasse teilnahmen. Der Aufsteiger Elazığspor kehrte nach 24-jähriger, Sakaryaspor nach zweijähriger und Göztep Izmir nach achtjähriger Abstinenz wieder in die TFF 1. Lig zurück.

## Besondere Vorkommnisse
- Am 29. Juni 2011 wurde vom türkischen Fußballverband beschlossen, dass Ankaraspor ein Jahr nach dem Ausschluss aus der Bank Asya 1. Lig, erneut antreten darf. Somit war geplant, die Saison 2011/12 mit 19 Mannschaften durchzuführen, doch vor der Auslosung des Spielplans hat Ankaraspor seine Teilnahme zurückgezogen.

- Zum Saisonstart änderte der Verein Güngören Belediyespor seinen Namen in  Istanbul Güngörenspor um.[2]

## Abschlusstabelle
| Pl. | Verein                 | Sp. | S  | U  | N  | Tore    | Diff. | Punkte |
| --- | ---------------------- | --- | -- | -- | -- | ------- | ----- | ------ |
| 1.  | Akhisar Belediyespor   | 34  | 17 | 12 | 5  | 046:280 | +18   | 63     |
| 2.  | Elazığspor (N)         | 34  | 18 | 7  | 9  | 045:300 | +15   | 61     |
| 3.  | Çaykur Rizespor        | 34  | 16 | 11 | 7  | 052:440 | +8    | 59     |
| 4.  | Kasımpaşa Istanbul (A) | 34  | 16 | 11 | 7  | 050:390 | +11   | 59     |
| 5.  | Konyaspor (A)          | 34  | 16 | 11 | 7  | 035:250 | +10   | 59     |
| 6.  | Adanaspor              | 34  | 14 | 11 | 9  | 046:320 | +14   | 53     |
| 7.  | Boluspor               | 34  | 13 | 12 | 9  | 040:330 | +7    | 51     |
| 8.  | Kayseri Erciyesspor    | 34  | 12 | 10 | 12 | 043:390 | +4    | 46     |
| 9.  | Kartalspor             | 34  | 11 | 12 | 11 | 037:320 | +5    | 45     |
| 10. | Denizlispor            | 34  | 11 | 12 | 11 | 051:460 | +5    | 45     |
| 11. | Tavşanlı Linyitspor    | 34  | 12 | 7  | 15 | 042:390 | +3    | 43     |
| 12. | Bucaspor (A)           | 34  | 12 | 7  | 15 | 045:530 | −8    | 43     |
| 13. | Göztepe Izmir (N)      | 34  | 11 | 8  | 15 | 036:430 | −7    | 41     |
| 14. | Gaziantep BB           | 34  | 9  | 13 | 12 | 036:370 | −1    | 40     |
| 15. | Karşıyaka SK           | 34  | 10 | 9  | 15 | 031:370 | −6    | 39     |
| 16. | Giresunspor            | 34  | 8  | 15 | 11 | 039:480 | −9    | 39     |
| 17. | Sakaryaspor (N)        | 34  | 4  | 9  | 21 | 031:660 | −35   | 21     |
| 18. | Istanbul Güngörenspor  | 34  | 2  | 11 | 21 | 024:580 | −34   | 17     |

Platzierungskriterien: 1. Punkte – 2. Direkter Vergleich (Punkte, Tordifferenz, geschossene Tore) – 3. Tordifferenz – 4. geschossene Tore

| (A) | Absteiger aus der Süper Lig 2010/11      |
| (N) | Neuaufsteiger aus der TFF 2. Lig 2010/11 |

## Kreuztabelle
Die Kreuztabelle stellt die Ergebnisse aller Spiele dieser Saison dar. Die Heimmannschaft ist in der linken Spalte, die Gastmannschaft in der oberen Zeile aufgelistet.
| 2011/12                 | Bucaspor | Konyaspor | Kasımpaşa Istanbul | Gaziantep BB | Çaykur Rizespor | TKİ Tavşanlı Linyitspor | Boluspor | Kayseri Erciyesspor | Denizlispor | Karsiyaka SK | Giresunspor | Adanaspor | Kartalspor | Akhisar Belediyespor | Istanbul Güngörenspor | Göztepe Izmir | Elazigspor | Sakaryaspor |
| ----------------------- | -------- | --------- | ------------------ | ------------ | --------------- | ----------------------- | -------- | ------------------- | ----------- | ------------ | ----------- | --------- | ---------- | -------------------- | --------------------- | ------------- | ---------- | ----------- |
| Bucaspor                |          | 0:0       | 3:3                | 2:1          | 0:1             | 2:7                     | 0:2      | 1:1                 | 5:2         | 2:0          | 2:1         | 2:2       | 0:2        | 1:3                  | 2:1                   | 1:2           | 2:1        | 3:0         |
| Konyaspor               | 1:0      |           | 0:0                | 1:0          | 1:3             | 0:1                     | 1:1      | 1:0                 | 1:0         | 1:0          | 1:1         | 0:2       | 0:0        | 0:0                  | 2:1                   | 2:1           | 4:1        | 1:0         |
| Kasımpaşa Istanbul      | 3:1      | 3:1       |                    | 2:1          | 1:2             | 0:1                     | 1:1      | 1:0                 | 2:0         | 2:1          | 2:2         | 1:1       | 1:1        | 1:2                  | 2:1                   | 2:1           | 0:1        | 3:2         |
| Gaziantep BB            | 2:1      | 0:1       | 4:1                |              | 3:0             | 1:1                     | 0:0      | 1:3                 | 0:0         | 0:0          | 0:0         | 2:1       | 2:0        | 1:1                  | 0:0                   | 2:4           | 1:2        | 5:1         |
| Çaykur Rizespor         | 0:0      | 2:2       | 4:2                | 0:0          |                 | 2:1                     | 2:2      | 0:2                 | 3:1         | 2:1          | 1:1         | 1:1       | 2:1        | 1:2                  | 0:0                   | 2:3           | 3:5        | 1:0         |
| TKİ Tavşanlı Linyitspor | 3:1      | 1:2       | 0:1                | 4:2          | 1:2             |                         | 1:1      | 3:0                 | 1:2         | 0:4          | 2:0         | 1:1       | 1:1        | 1:2                  | 2:0                   | 0:1           | 1:0        | 1:0         |
| Boluspor                | 0:0      | 1:2       | 0:1                | 0:1          | 1:4             | 1:0                     |          | 1:2                 | 2:3         | 1:0          | 2:0         | 1:0       | 1:0        | 2:1                  | 0:0                   | 0:1           | 2:2        | 2:1         |
| Kayseri Erciyesspor     | 1:3      | 0:0       | 2:2                | 2:1          | 4:0             | 1:2                     | 1:2      |                     | 1:1         | 1:1          | 1:0         | 2:1       | 0:0        | 2:3                  | 2:0                   | 4:2           | 1:1        | 2:0         |
| Denizlispor             | 1:0      | 1:2       | 0:3                | 0:0          | 1:1             | 1:3                     | 2:0      | 1:1                 |             | 0:0          | 6:1         | 3:1       | 1:1        | 2:3                  | 3:1                   | 2:1           | 0:1        | 4:0         |
| Karşıyaka SK            | 0:0      | 0:1       | 0:1                | 0:0          | 2:4             | 2:1                     | 1:3      | 0:1                 | 1:1         |              | 2:1         | 0:2       | 2:1        | 2:0                  | 0:0                   | 1:0           | 0:1        | 1:0         |
| Giresunspor             | 3:0      | 0:0       | 0:0                | 2:2          | 1:1             | 0:0                     | 1:1      | 2:1                 | 0:3         | 3:2          |             | 0:0       | 1:0        | 3:1                  | 6:2                   | 0:0           | 0:0        | 1:3         |
| Adanaspor               | 4:0      | 0:0       | 0:0                | 3:0          | 0:2             | 1:0                     | 0:0      | 2:1                 | 2:2         | 0:1          | 2:1         |           | 2:1        | 0:1                  | 2:0                   | 4:3           | 2:0        | 2:2         |
| Kartalspor              | 1:0      | 3:2       | 1:1                | 2:1          | 1:2             | 1:1                     | 1:1      | 1:2                 | 3:1         | 2:0          | 3:1         | 0:2       |            | 0:1                  | 2:2                   | 2:0           | 1:0        | 1:1         |
| Akhisar Belediyespor    | 0:1      | 1:1       | 2:2                | 1:1          | 3:0             | 1:0                     | 0:0      | 2:0                 | 3:3         | 3:0          | 1:1         | 1:1       | 0:0        |                      | 0:0                   | 1:0           | 0:0        | 2:0         |
| Istanbul Güngörenspor   | 1:5      | 0:2       | 0:1                | 2:0          | 0:1             | 2:1                     | 0:1      | 0:0                 | 0:3         | 1:3          | 2:3         | 0:2       | 0:0        | 0:1                  |                       | 1:1           | 0:0        | 2:3         |
| Göztepe Izmir           | 1:2      | 1:0       | 1:2                | 0:1          | 1:1             | 0:0                     | 0:1      | 2:1                 | 1:1         | 1:1          | 1:1         | 1:0       | 0:2        | 0:1                  | 3:1                   |               | 1:0        | 1:1         |
| Elazığspor              | 2:1      | 1:0       | 2:1                | 0:1          | 0:2             | 3:0                     | 2:0      | 0:0                 | 2:0         | 0:2          | 3:0         | 1:0       | 1:0        | 1:0                  | 3:2                   | 3:0           |            | 3:0         |
| Sakaryaspor             | 1:2      | 0:2       | 1:2                | 0:0          | 0:0             | 1:0                     | 2:7      | 2:1                 | 0:0         | 1:1          | 1:2         | 2:3       | 0:2        | 1:2                  | 2:2                   | 0:1           | 3:3        |             |

## Play-offs
Halbfinale
- Hinspiele: 18. & 19. Mai 2012
- Rückspiele: 22. & 23. Mai 2012

|           | Gesamt |                    | Hinspiel | Rückspiel |
| --------- | ------ | ------------------ | -------- | --------- |
| Adanaspor | 4:1    | Çaykur Rizespor    | 3:1      | 1:0       |
| Konyaspor | 0:6    | Kasımpaşa Istanbul | 0:2      | 0:4       |

Finale
| Adanaspor                                              | Adanaspor | Kasımpaşa Istanbul | Kasımpaşa Istanbul |
| ------------------------------------------------------ | --- | --- | ------------------ |
| Adanaspor                                              | \| Relegations-Finale \| \| 27. Mai 2012 um 18:00 Uhr in Ankara (19 Mayıs Stadion) \| \| Ergebnis: 2:3 n. V. (2:2, 0:1) \| \| Schiedsrichter: Fırat Aydınus \|                                                                                            | \| Relegations-Finale \| \| 27. Mai 2012 um 18:00 Uhr in Ankara (19 Mayıs Stadion) \| \| Ergebnis: 2:3 n. V. (2:2, 0:1) \| \| Schiedsrichter: Fırat Aydınus \|                                                                                          | Kasımpaşa Istanbul |
| Adanaspor                                              | Zülküf Özer – Koray Şanlı, Tuna Üzümcü, İlkem Özkaynak, İzzet Yıldırım (63. Fevzi Özkan) – Adnan Güngör, Marc Kibong Mbamba, Barbaros Barut, Talha Mayhoş (46. Okan Salmaz) – Mbilla Etame, Yaser Yıldız (40. Rahman Oğuz Kobya) Cheftrainer: Levent Eriş | Tolga Özgen – Sancak Kaplan, Luiz Henrique, Hüseyin Yoğurtçu – Ali Bilgin, Özgür Öçal (106. Abdülhamit Yıldız), Georgi Sarmow, Murat Akın – Nikolaj Dimitrow, Adem Büyük (84. Azar Karadaş), Gökhan Güleç (70. Hüseyin Kala) Cheftrainer: Metin Diyadin | Kasımpaşa Istanbul |
| Adanaspor                                              | 1:1 Rahman Oğuz Kobya (67.) 2:2 Mbilla Etame (90.+4) | 0:1 Gökhan Güleç (37.) 1:2 Adem Büyük (72.) 2:3 Azar Karadaş (117.) | Kasımpaşa Istanbul |
| Adanaspor                                              | Barbaros Barut (21.), Adnan Güngör (22.), Tuna Üzümcü (22.) | Sancak Kaplan (33.), Gökhan Güleç (43.), Luiz Henrique (51.), Azar Karadaş (117.) | Kasımpaşa Istanbul |
| Adanaspor                                              | Barbaros Barut (22.) | | Kasımpaşa Istanbul |
| Adanaspor                                              | Hüseyin Yoğurtçu (102.) | | Kasımpaşa Istanbul |
| Adanaspor                                              | Kasımpaşa Istanbul ist durch diesen Sieg in die Süper Lig aufgestiegen. | | Kasımpaşa Istanbul |
| Relegations-Finale                                     | | |                    |
| 27. Mai 2012 um 18:00 Uhr in Ankara (19 Mayıs Stadion) | | |                    |
| Ergebnis: 2:3 n. V. (2:2, 0:1)                         | | |                    |
| Schiedsrichter: Fırat Aydınus                          | | |                    |

## Torschützenliste
Bei gleicher Anzahl von Treffern sind die Spieler alphabetisch geordnet.
| Pl. | Name                 | Verein                         | Tore |
| --- | -------------------- | ------------------------------ | ---- |
| 1.  | Severin Brice Bikoko | Çaykur Rizespor                | 18   |
| 2.  | Eren Tozlu           | Giresunspor                    | 15   |
| 3.  | Ousman Jallow        | Çaykur Rizespor                | 14   |
| 4.  | Abdulkadir Özgen     | Bucaspor                       | 13   |
| 5.  | Nikolaj Dimitrow     | Kasımpaşa Istanbul             | 12   |
| 5.  | Mbilla Etame         | Adanaspor                      | 12   |
| 5.  | Sinan Özkan          | Elazığspor                     | 12   |
| 8.  | İlhan Şahin          | Göztepe Izmir                  | 11   |
| 8.  | Ümit Tütünci         | Boluspor / Tavşanlı Linyitspor | 11   |
| 8.  | Sertan Vardar        | Akhisar Belediyespor           | 11   |

## Trainer
| Verein               | Trainer             | im Amt seit  |
| -------------------- | ------------------- | ------------ |
| Adanaspor            | Levent Eriş         | 1. Spieltag  |
| Akhisar Belediyespor | Hamza Hamzaoğlu     | 1. Spieltag  |
| Boluspor             | Bahri Kaya          | 24. Spieltag |
| Bucaspor             | Sait Karafırtınalar | 1. Spieltag  |
| Çaykur Rizespor      | Giray Bulak         | 23. Spieltag |
| Denizlispor          | Osman Özköylü       | 7. Spieltag  |
| Elazığspor           | Bülent Uygun        | 28. Spieltag |
| Gaziantep BB         | Mehmet Şahan        | 32. Spieltag |
| Giresunspor          | Erhan Altın         | 23. Spieltag |

| Verein                  | Trainer            | im Amt seit  |
| ----------------------- | ------------------ | ------------ |
| Göztepe Izmir           | Hüseyin Kalpar     | 32. Spieltag |
| İstanbul Güngörenspor   | Abdülkerim Durmaz  | 27. Spieltag |
| Karşıyaka SK            | Mustafa Uğur       | 9. Spieltag  |
| Kartalspor              | Besim Durmuş       | 1. Spieltag  |
| Kasımpaşa Istanbul      | Metin Diyadin      | 28. Spieltag |
| Kayseri Erciyesspor     | Kemalettin Şentürk | 17. Spieltag |
| Konyaspor               | Osman Özdemir      | 1. Spieltag  |
| Sakaryaspor             | Yılmaz Vural       | 22. Spieltag |
| TKİ Tavşanlı Linyitspor | Levent Devrim      | 26. Spieltag |

### Trainerwechsel während der Saison
- Şaban Yıldırım (Sakaryaspor) Grund: Auflösung des Vertrages nach dem 5. Spieltag
- Osman Özköylü (Elazığspor) Grund: Nach gegenseitigem Einverständnis Auflösung des Vertrages nach dem 5. Spieltag
- Güvenç Kurtar (Denizlispor) Grund: Rücktritt nach dem 6. Spieltag
- Reha Kapsal (Karşıyaka SK) Grund: Rücktritt nach dem 8. Spieltag
- Timur Şahinel (Sakaryaspor) Grund: Interimstätigkeit beendet nach dem 9. Spieltag
- Fahrettin Genç (İstanbul Güngörenspor) Grund: Auflösung des Vertrages nach dem 13. Spieltag
- Erol Azgın (Gaziantep BB) Grund: Rücktritt nach dem 13. Spieltag
- Cihat Arslan (Boluspor) Grund: Nach gegenseitigem Einverständnis Auflösung des Vertrages nach dem 15. Spieltag
- Coşkun Demirbakan (TKİ Tavşanlı Linyitspor) Grund: Auflösung des Vertrages nach dem 16. Spieltag
- Özcan Kızıltan (Göztepe Izmir) Grund: Rücktritt nach dem 16. Spieltag
- Fikret Yılmaz (Kayseri Erciyesspor) Grund: Rücktritt nach dem 16. Spieltag
- Hüseyin Kalpar (Çaykur Rizespor) Grund: Rücktritt nach dem 20. Spieltag
- Şaban Yıldırım (Sakaryaspor) Grund: Auflösung des Vertrages nach dem 21. Spieltag
- Bahri Kaya (Giresunspor) Grund: Auflösung des Vertrages nach dem 21. Spieltag
- Özcan Kızıltan (Boluspor) Grund: Auflösung des Vertrages nach dem 23. Spieltag
- Cengiz Seçsev (TKİ Tavşanlı Linyitspor) Grund: Rücktritt nach dem 25. Spieltag
- Ömer Can Göksu (İstanbul Güngörenspor) Grund: Rücktritt nach dem 26. Spieltag
- Uğur Tütüneker (Kasımpaşa Istanbul) Grund: Rücktritt nach dem 27. Spieltag
- Hüsnü Özkara (Elazığspor) Grund: Rücktritt nach dem 27. Spieltag
- Cihat Arslan (Göztepe Izmir) Grund: Rücktritt nach dem 31. Spieltag
- Bünyamin Süral (Gaziantep BB) Grund: Rücktritt nach dem 31. Spieltag

## Die Meistermannschaft von Akhisar Belediyespor
| 1. | Akhisar Belediyespor |
|    | - Tor: Oğuz Dağlaroğlu (33 Spiel/kein Tor); Bekir Öztürk (-/-); Emrah Tuncel (1/-) - Abwehr: Uğur Demirok (11/-); Kürşat Duymuş (31/1); Fatih Kara (-/-); İsmail Özeren (6/0); Serkan Yalçın (26/-) - Mittelfeld: Bilal Özdemir (19/-); Şehmus Özer (29/8); Diego da Costa Lima (3/1); Önder Akdağ (1/-); Emrah Eren (28/3); Ahmet Cebe (16/1); Mustafa Aşan (28/2); Gökhan Dinçer (24/0); Hakan Ateş (31/0); Merter Yüce (17/1); Sertan Vardar (31/11); Anıl Taşdemir (34/7) - Angriff: Gideon Adinoy Sani (14/3); Osman Bozkurt (27/5); Mert Kaytankaş (32/3) - Trainer: Hamza Hamzaoğlu |